# メトロイドプライム3 コラプション
『メトロイドプライム3 コラプション』（METROID PRIME 3: CORRUPTION）とは、2008年3月6日に任天堂が発売したWii専用ゲームソフト。アメリカでは2007年8月27日、ヨーロッパでは2007年10月26日に発売された。

## 概要
『メトロイドシリーズ』シリーズの『プライム』三部作完結編。第一作から続くSFと古代ファンタジーを融合させた世界観で、フェイゾンとダークサムスに纏わる一連の事件を題材としている。
それまでの『メトロイド』シリーズよりも、シリーズの世界観や設定に関して掘り下げられたシナリオとなっており、従来では設定としてのみということが多かった統括機関･銀河連邦の大規模な部隊や施設の登場、サムス以外のバウンティハンターの登場及びそれらとの共同作戦など、更にストーリー性に深みが持たされている。尚、シリーズで初めてサムス以外の人間キャラクターが登場する。

## システム
今までのメトロイドプライムシリーズは、次の目的地が指示される「リモートスキャン」や、次の場所に必要な装備のヒントなどはあったものの基本的に「自己探索」であったが（リモートスキャンは本作も健在）、本作のストーリー進行は明確な次の目的指示が与えられそれに従って行動するというものが多く、2D作品の『メトロイドフュージョン』に近いシステムとなっている。また、各惑星間・エリア間の移動はスターシップに乗り込んで特定の発着場経由で行うという『メトロイドプライム ハンターズ』に近いシステムが採用されている。

### Wiiリモコンでの操作
ゲームハードがWiiに移ったことにより、Wiiリモコンを用いた操作となっている。
大きな変更点がWiiリモコンのポインターによってアームキャノンの照準やサムスの視界の移動を行うようになったことである(どの程度ポインターを動かせば視界が動くかはオプションの「カメラの反応精度」で変更可能)。これによって、従来作では不可能だった、移動しながらの視界移動や、対象をロックオンしたままでの照準移動(ロックオンフリーエイム)が可能となった。移動している敵に対しての偏差撃ち(こちらはオプションで取り消し可能)といったことも可能となったほか、敵をロックオンしたまま対象の放った弾にこちらのビームを当てて迎撃する、といった動作が求められる場面も多くなっている。また、ロックオンフリーエイムOFFの状態でも、ボス戦などで必要なときは自動的にONに切り替わり、戦闘が終了するとOFFに戻る。
ヌンチャクもグラップリングビーム使用時に活用し、従来作では移動手段としての使用だったビームを特殊なポイントにある対象をロックオンしヌンチャクを振ることでビームを打ち込んで引っ張る、引き剥がすといった動作を行う。
これ以外にも、Wiiリモコンを腕に見立ててレバーやスイッチの操作などを行うなど、よりリアリティや一体感のある動作が組み込まれている。

### ハイパーモード
本作を特徴付ける要素として、ハイパーモードというシステムがあり、イベントでPEDスーツという装備を入手して以降、エネルギータンク1つ（体力エネルギー100）を消費して使用可能となる（コラプションモードに入るまでにエネルギーを残したままで終了すると残量エネルギーは元のエネルギーとして扱われる）。
ハイパーモード中は、ハイパービームをはじめ強力な専用の武器を使用することが可能になり、敵からの攻撃でダメージを受けなくなる。また、ハイパーモードの装備でなければ破壊できない敵や障害物が要所に存在する。従来のシリーズ作のような「ビームの種類の切り替え」や「ミサイルのチャージコンボ」といった要素のない本作では、いかにこのモードを上手く使うかが攻略を有利に進める鍵となる。
ハイパーモード使用中は画面上部に「フェイゾンエネルギーゲージ」が表示され、武器の使用で減少していき（より強力な武器ほど多く消費する）、このゲージがゼロになる、25秒経って安全装置が発動する、特定の攻撃を受けて安全装置が発動するとモード終了となる。また、後述のコラプションモードになる前なら任意解除することも可能で、この場合に限りゲージ残量に応じて体力エネルギーが還元される。
ゲームを特定の場面まで進んで以降は、10秒以上ハイパーモードを続ける、もしくは敵の放ったフェイゾングレネードなど特定の攻撃を受けると、コラプションモードという状態に移行するようになる。ゲージが赤く点滅するのが発動したサインである。これはいわば「フェイゾンの暴走状態」であり、このモードになると時間経過と共にゲージが増加するようになり、敵の攻撃を受けると通常時と同様怯むと共に本来のダメージに比例した分のゲージが蓄積されるようになる。ゲージが最大の状態で5秒以上経つと、サムスへのフェイゾン汚染が限界を超えて、ゲームオーバーとなってしまう。
コラプションモードが発動すると任意解除を受け付けなくなり、武器を使用してゲージ残量をゼロにするか、一定時間経って強制解除されるのを待つしかない。ただし、逆に言えばコラプションモード中は常にエネルギーが供給され続けるということを意味し、ゲージが空にならず溜まり過ぎないように消費していけば、ハイパーモードの装備を一定時間内なら無制限に使用し続けることができる。
なお、ハイパーモードは一部の雑魚敵やボスも使用し、発動中は攻撃力が増加するほかハイパーモード未使用時のサムスの攻撃ダメージを大きく軽減してしまう。

## ストーリー
惑星エーテルでの事件から6ヶ月後、銀河連邦のネットワークコンピューターとして各地に配置されていた「オーロラユニット」が、ウイルスのようなものに感染していると言う事が判明した。スペースパイレーツの襲撃に端を発するオーロラユニット313奪取事件により、ネットワーク全体にフェイゾンウイルスが拡散していったのだ。
事態を重く見た連邦政府は、腕利きのバウンティハンターであるサムス・アラン、ランダス、ゴア、ガンドレイダに緊急招集を掛け、事件の調査を依頼したが、その矢先に恐れていたスペースパイレーツの強襲を受ける。惑星ノリオンの防衛基地へと向かった4人のハンターは停止された防衛装置を復旧させるためにパイレーツと戦うが、そこにサムスが倒したはずのダークサムスが襲いかかってきた。

## 設定・用語

### バウンティハンター
サムス・アラン
シリーズお馴染みの主人公。銀河連邦の依頼で他のバウンティハンターと共に招集を受け、オーロラユニットのワクチン輸送を依頼される。本作ではスペースパイレーツ襲撃時に、復活したダークサムスによってフェイゾン汚染に蝕まれる身体となったが、フェイゾンによる宇宙滅亡の危機を救うべく、自らの命をかけて、フェイゾンを巡る最後の戦いに立ち向かう。
本作のサムスは物語の序盤、パワードスーツを装着していない状態で登場するが、『メトロイドプライムシリーズ』において、エンディング以外で脱衣したサムスが登場するのは本作が唯一となる。
ランダス(Rundas)
主に氷採掘で知られる惑星ベスⅢの衛星の一つである氷の星フィリジス出身のバウンティハンター。全てのフィリジシアン（フィリジス星人）は独自の特性として、体内で氷を生成･操作する氷結制御能力を持ち、ランダスは唯一ハンター稼業として有効的に利用している。
足元に氷を生成してサーフィンの様に空中を高速移動する他、標的を瞬間的に超低温化･凍結する事ができる氷結エネルギーガンを装備している。
個人の戦闘能力は非常に高く優秀なものの、この分野では自身の右に出る者はいないと自負している程、自信過剰・傲慢な性格で独善性が強い為、任務遂行中は主に単独で活動する事が多い。また彼は捕獲･殺害した全てのターゲットから必ず戦利品を奪っており、ハンター稼業を積極的に楽しんでいる事が窺える。
惑星ノリオン防衛戦では飛行能力を活かし、サムスと共に基地各所の遊撃を担当。後にリバイアサン出現後にはジェネレータータワーBを単独で攻略、復旧させる活躍を見せた。その直後に敵部隊と遭遇した為にジェネレータータワーCへの到着が遅れてしまったが、メタリドリーと共に落下していたサムスの救出には成功する。
プライドが高く精神面で協調性に欠けるランダスだが、強者には彼なりの敬意を払う。特にノリオン基地での共闘中において、サムス個人の強さに関してはある程度認めている様子を見せている。
ゴア(Ghor)
惑星ウォタンⅦの解放戦争で戦った退役軍人であり、現在は全身の94%以上を最先端のサイバー部品と交換･サイボーグ化したバウンティハンター。非常に穏やかな性格であり、脳組織を含む生身の殆どを喪失したにもかかわらず、人工知能で高度な感情を理解して、常に論理的な思考処理を行うと共に、慈悲の心やユーモアのセンスも持ち合わせており、時に人道目的の為、虐げられた弱者や貧困に悩む者達の為に無報酬で戦ったり、ターゲットの被害者に賞金稼ぎで得た賞金を与える事もある。
個人の戦闘能力はそれほど高くないが、元軍人の経歴からコンピューターの操作やハッキング等、機械類の取り扱いに関しては、豊富な知識と非常に優秀な熟練度を誇り、また自分自身をコントロールモジュールとして一部のガンシップや空母など、大型の機械･装置と合体･制御する能力を持つ。
戦闘時には小型ガンシップとしても利用可能な専用の強化バトルアーマーを使用している。この合体時の戦闘能力は、搭載した強力な重火器や高硬度の重装甲により、攻撃力･耐久力を大幅に強化する事ができるが、一度大型の戦闘用スーツに合体すると人格変異が発生してしまい、本来の穏やかな性格から非常に暴力的かつ攻撃的な性格に一変してしまう（さすがに味方に襲い掛かるほど凶暴になるわけでは無い）。
惑星ノリオンでは各ジェネレータータワーの中継地点である基地中心部の確保、防衛を担当し、バーサーカーパイレーツを肉弾戦で撃破する戦功を挙げている。
ガンドレイダ(Gandrayda)
出身地不明、年齢不詳の女性バウンティハンター。惑星ジョビアXIIの変異生物（厳密な詳細は不明）に酷似した、非常に優れた変形能力（変身能力）を持ち、体細胞の瞬間的な変質･変形により、あらゆる生命体の形態（装備類も含む）に変身する事ができる。また変身した生物の一部能力を摸擬的に使用する他、固有の特性として体内で電気エネルギーを発電･操作する能力を持つ。
その特異な変身能力と身軽かつ高い戦闘能力から、主に潜入や偵察系の依頼が多く舞い込む。彼女自身も賞金稼ぎをスポーツの様に楽しんでおり、経験豊富なサムスをライバルと見なして、彼女を追い抜く事を目標としている（彼女はサムスの事を「サミー」と呼んでいる）。また精神年齢測定によると若者の思考を示す値が記録されており、実際にもラフな感じを思わせる独特の性格から、同業者のバウンティハンター内でも高い人気を誇っている。
初登場した旗艦オリンパスでは、サムスの姿に変装して先に集合し、後から本物のサムスが集合した事で一同を驚かせる悪戯をしていたが、いざ戦闘では自身の身体能力を活かしてパイレーツを撃退する活躍を見せた。惑星ノリオンではジェネレータータワーAを襲撃するパイレーツの一隊に紛れ、遭遇したサムスの目の前で隙をついて部隊全員を撃破した。コンピューターの扱いは苦手と発言し、タワーの復旧をサムスに任せて立ち去った。

### 銀河連邦
カストール･デーン提督
銀河連邦第7艦隊及び銀河連邦軍艦隊のオリンパス級戦艦･旗艦オリンパスの司令官。姿は地球人種の初老の男性だが種族は不明。厳格かつ積極果敢な性格であり、過去5年間旗艦オリンパスの指揮を執りながら、銀河連邦軍が行った対スペースパイレーツ作戦に大きく貢献している将官の1人として、その功績が広く知られている。
過去にスペースパイレーツの攻撃で両親を失った為、スペースパイレーツに対して強い敵意を持っている（真意は不明）。サムスたちバウンティハンターを招集した当事者であり、特にサムスの人柄を理解している為、彼女とは一定の信頼関係を築いている。
オーロラユニット(Aurora Unit)
銀河連邦の中核ネットワークシステムを構成する有機的ネットワークコンピューター。作中では20年前に、銀河連邦の科学者チームが開発した有機的スーパーコンピューター（生体コンピューターの一種）であり、普段は特殊な不透明液に満たされたカプセルに格納されており、外見は巨大な生物の頭部（脳組織）の様な姿をしている。尚、容姿や用途など、他の作品で登場するマザーブレインに近い存在だが、両者の関連性や技術的な繋がりは不明である。
当初は科学的な目的で設計されたが、後に政治･経済･軍事など多目的に利用される様になり、またオーロラユニット同士は精神交感能力を使用した独自の通信システムでリンクしている為、広大なネットワークはオーロラユニット同士がどれだけ遠くに離れていても、距離に関係なく連絡を取り合ったり、膨大なデータベースにアクセスする事ができる。
各オーロラユニットはネットワークにアクセスするユニット（端末）であると同時に、高度な演算･情報処理能力でネットワークを管理する人工知能である為、様々な人物･種族の要望に対応できるよう男性･女性･そして中性の人格を与えられている。また個体識別用に数字3桁の番号が語尾に付けられており、作中では下記の個体が登場している。
オーロラユニット242
作中では18年前に、オーロラユニット搭載を前提に設計されたオリンパス級戦艦に搭載された個体。オーロラユニット242の活用により、旗艦オリンパスは通常の同級戦艦よりも少ない乗員で操艦する事ができる。中性の人格を持つ。
当初はオーロラユニット313のフェイゾン汚染の影響で、ウイルス感染という形で機能障害を起こしていたが、最初にワクチンプログラムを受けた事で、以降はサムスに指示を与えたり、情報提供などのバックアップを行う。
オーロラユニット217
惑星エリシアの研究施設スカイタウンの管理用に配備された個体。スカイタウンの高性能な惑星観測設備を活用して、テルリアン系内外の貴重な情報を収集･分析して、銀河連邦の戦略決定に大きな役割を果たしている。またスカイタウンのメインネットワークに接続する事で、スカイタウンの一部設備機器を制御する事もできる。男性の人格を持つ。
当初は銀河連邦軍のデメテル基地の管理用コンピューターとして製作されたが、後にエリシア条約の締結により、スカイタウン用に用途変更･正式配備された経緯がある。他の個体同様、当初はオーロラユニット313の影響でオフライン状態になっていたが、後にワクチン投与を受けて復旧、以降はオーロラユニット242と協力して、観測した惑星データの提供などを行う。
オーロラユニット313
オリンパス級戦艦ヴァルハラに搭載されていた、オーロラユニット242と同様の用途を持つ個体。クラーネブラでのトレーニングミッション中にスペースパイレーツに急襲され、その後フェイゾン汚染を受けた事でネットワーク全域にフェイゾンウイルスが蔓延する事態となった。男性の人格を持つ。
ダークサムスはオーロラユニットの精神感応能力を利用して、惑星フェイザを操る術を得ようとした為、訓練兵ばかりの連邦戦艦ヴァルハラが標的にされた。
オーロラユニット486
作中のログブックでのみ存在を確認できる個体。元々生命維持が不可能だった不毛の惑星ノリオンに最先端のテラフォーミングプロジェクトを設計、環境改善を行った。人格は不明。

### スペースパイレーツ
ダークサムス
サムスに酷似した姿を持つフェイゾン生命体。本作の事件における一連の黒幕であり、前作『プライム2』で消滅したと思われていたが、スペースパイレーツの戦艦コロッサスのフェイゾン貯蔵庫内で復活、洗脳したスペースパイレーツを率いて銀河連邦を滅ぼし、全宇宙にフェイゾン汚染を拡大するべく大規模な攻撃を開始する。また復活したダークサムスは、新たに自身の意思を込めたフェイゾンを相手に送り込んで完全に汚染した相手の精神を操る能力を獲得している。詳細はリンク先を参照。
スペースパイレーツ
シリーズお馴染みの敵対勢力。本作では惑星エーテルから回収したフェイゾンを輸送中にダークサムスが復活、拠点の惑星ごと部隊全体が洗脳されてしまい、ダークサムスを最高司令官として狂信する尖兵の集団となってしまった。その強大な武力と高度な技術力を惜しげもなく使用しており、更にフェイゾンの影響で兵装も強化され、新たな力を得ている。詳細はリンク先を参照。

### その他の設定
ブリオニアン
惑星ブリオにかつて現存していた絶滅種族。同惑星の碑文にて、滅亡までの経緯を確認できる。また彼らの残した彫像やロボット等から、カメに似た姿の爬虫類系亜人種だったと推測される。
太古の時代、宇宙に進出した大航海時代のブリオニアン族は、鳥人族（チョウゾ）･ルミナス（『プライム2』で登場）･そしてイーラ（詳細不明、ログブックのみ存在を確認できる）と同盟を結び、高度な科学文明を築き上げたが、同惑星に共存していた原始民族レプティリカスとの間に文明水準や思想に違いによる差別が発生してしまい、そして科学の指導者たちが原始民族の風習を完全に否定･糾弾した事で、遂に大規模な戦争に発展してしまう（鳥人族は当初からブリオニアン同士の対立を危惧しており、同盟関係にあった他の種族も必死に食い止めようとしたが、繁栄を謳歌して科学を妄信していたブリオニアン族はこの警告を聞き入れる事はなく、既に手遅れの状態であった）。
当初はモゲナーなど科学兵器を行使したブリオニアン族は勝利を確信していたが、徐々にレプティリカスの魔法技術（超能力や呪術の一種）に押され、更に戦争の弊害で発生した半永久的に浄化する事の無い汚染物質が惑星を滅亡寸前にまで荒廃させてしまう。結果敗戦したブリオニアン族は絶滅の一途を辿り、残った科学の指導者たちはせめてもの贖罪にと、自身が殺される事を承知で荒廃した惑星ブリオのテラフォーミングを行い、赤道付近は生物が生存可能な現在の環境に改善した。
この時期に発見した自然エネルギー資源をブリオジェルと名づけ、更に古いやり方（魔術）と新しいやり方（科学）のバランスを訴えた鳥人族の言葉をヒントに、科学と魔術を融合して誕生させたゴーレム、モゲナーを発明して要所の警備に当たらせた（魔術を取り入れる以前より、「モゲナー」と言う単語が碑文に登場している事から、元は「ロボット」を意味する言葉と推測される）。後にブリオジェルの爆発事故により、自身の隠れ家をレプティリカスに知られてしまい、最後は預言者である女性レプティリカスを逃がした後、平和に対する救済と嘆願の言葉を碑文に残して、ブリオニアン族は完全に滅亡した。
レプティリカス
6本脚のトカゲの様な姿を持つ惑星ブリオの原住種族。原始的な風習や古来の習わしを尊び、当初は科学文明の到来を謳歌するブリオニアン族とは、それほど顕著化した対立はなかったが、徐々に外交努力は残虐行為に、科学の探求は破壊行動にとって代わり、大規模な戦争に発展してしまう。
当初は未知の科学技術に劣勢を強いられたレプティリカスは、古代から伝わる悪の力と恐れられた不思議な呪術を蘇らせ、科学の指導者たちを呪い殺す程高度な魔法技術を編み出して劣勢を挽回、更にブリオニアン族が苦闘を強いられた惑星ブリオの荒廃・資源枯渇という追い風もあった事で、戦争に勝利した。
戦争終結後のレプティリカスは当初こそ勝利を祝っていたが、死と畏怖の標的でもあった憎むべきブリオニアン族の消失、そして惑星ブリオの荒廃に伴い安全に住める土地や食料などが失われつつある事をどうする事もできなかった。遂には部族内でも対立や争いが相次ぎ、最終的には野生の肉食動物の様に野蛮になり果ててしまう。
尚、戦争の最末期にはレプティリカスの女性預言者が予言に従い、最後の科学の指導者であるブリオニアン族の元を尋ねてきて、ブリオの環境維持を引き継ぐ事を決意。そしてレプティリカスの最終攻撃目前を控えた際に、彼女にブリオニアン族の記録と汚染除去装置の技術を持たせて逃がした記録が残る。現在の環境を見るにその後の環境維持は一応の成功を見たと推測される。
現在生息しているレプティリカスは極めて原始的な文明水準に退化しており、魔法技術等も消失してしまったが、リバイアサンの落下に伴うフェイゾン汚染の影響で超能力が偶発的に再現している。
エリシアン
惑星エリシアの研究施設スカイタウンに居住する知能を持つアンドロイド。作中では約1500年以上前（厳密には1405.082年）に、鳥人族が自身の研究活動の補佐とスカイタウンの環境の維持管理を目的に開発したThe First（最初の創造体）を起源とする。高い知能と自己認識能力（自我）を持ち、スカイタウンにはエリシアンの開発した多くの作業用･戦闘用のドローンが配備されている。またエリシアン自体も個体によって用途が決まっており、大きさも異なっている。
エリシア暦400年頃に創造者である鳥人族が惑星エリシアを去った後も、鳥人族の「いつかこの基地を平和に利用してくれる者が現れるまで、ここを守ってほしい」と言う願いを守っていたが、エリシア暦600年頃に備蓄の必需品や燃料の供給量が少なくなった為（大気から燃料を精製する装置を開発したが、十分な量は確保できなかった）、最低限の情報処理としてスカイタウンの装置から回収されたデータを「夢」と呼ばれる形で認識する長い休眠状態となっていた。そしてエリシア暦1435年に銀河連邦によって発見された後、自らの使命と銀河連邦との交渉の末、燃料･部品などの物資を提供する代わりに、スカイタウンの設備を自由に解放するエリシア条約が締結される事となる。
その後は夢の中で垣間見た創造主の滅亡（惑星ターロンⅣのフェイゾン汚染）を救えなかった無念から、銀河連邦とオーロラユニット217に協力していたが、後にオーロラユニット313のフェイゾン汚染の影響でオーロラユニット217が機能を停止してしまい、銀河連邦との連絡が断絶し孤立状態となる。そこに襲来したスペースパイレーツに対して応戦するも、逆に全てのエリシアンがフェイゾン汚染を受けて、事実上エリシアンは滅亡してしまう事となる。

## 舞台
今回は様々な惑星が冒険の舞台となる。
主なエリア
銀河連邦旗艦 オリンパス (G.F.S.Olympus)
デーン提督が指揮を執る、銀河連邦第7艦隊旗艦で、オリンパス級戦艦のネームシップ。オリンパス級戦艦は「オーロラユニット」搭載を目的とした初めての連邦戦艦であり、主に連邦艦隊の旗艦として配備される主力艦の一つとなっている。通常は、将官クラスの艦長が指揮を執る。オーロラユニットを戦闘時の情報処理やデータベースとして活用していて、通常の同級戦艦よりも少ない乗員により操艦が可能としており、これによって乗員のサポートスペースを戦闘システムに充てる事で高性能化がされている。燃料にはブリオジェルを使用している。
武装として、機銃砲台「ツインヒドラ」が装備されている。
サムスらバウンティハンターは任務説明の為にこの艦に召集され、本作のプロローグの舞台となる。
惑星ノリオン (Norion)
銀河連邦の勢力圏の端に位置するテルリアン系に存在し、銀河連邦の最初の防衛ラインとなるノリオン基地が存在する惑星。
勢力圏の辺境に位置するものの、下記のように重要な軍事拠点の一つとなっている。元々は、生命維持が非常に困難な不毛の天体であったが、オーロラユニット486の設計による最先端技術を投入したテラフォーミングプロジェクトによって、環境が改善され、森林で覆われた惑星へと変化した。
銀河連邦ノリオン基地
ノリオンに建設された銀河連邦軍の防衛基地。オリンパスが旗艦を努める銀河連邦軍第7艦隊はこの基地に配備されている。
連邦勢力圏の端に位置する為、勢力圏外で活動する反連邦勢力や圏外文明からの侵略に対する第一防衛ラインの役割を持ち、重要な防衛拠点として機能している。基地には多数の戦闘機や対空用レールガン「ヒドラ」などが配備され、更に「超長距離用対空キャノン」という基地からビームとして送信されたエネルギーを衛星軌道上の装置で受信、そこから大出力ビームとして照射し超長距離の対象を迎撃するという大規模な防衛装備を持つ。
惑星ブリオ (Bryyo)
作中より10年前に銀河連邦の偵察隊に発見されたテルリアン系の惑星。
惑星表面の48%は灼熱の荒野、更に48%は厚い氷に覆われており、赤道付近に存在する残り4%の僅かな熱帯雨林地域に生物は生息している。ここで産出される「ブリオジェル」という物質は精製すると高性能なエネルギー資源となり、作中に登場する連邦軍のオリンパス級戦艦やサムスのスターシップにも使われるなど、現在銀河連邦にとって重要な意味を持つ惑星となっている。
かつてはブリオニアンという種族が非常に高度な文明を築き上げており、彼らの遺跡やブリオジェル精製施設などが残っているが、現在は滅亡している。また、もう1つレプティリカスという種族がおり、こちらは現在も残っているが非常に原始的な文明水準に衰退、野生化してしまっている。
ブリオニアン遺跡群
大小多数のモゲナーと遺跡が残る中央ブリオニアン遺跡と、大量のブリオジェルがあり、ブリオジェル精製施設としての側面を持つ東ブリオニアン遺跡から成る遺跡群。中央ブリオニアン遺跡では銀河連邦軍が基地を建設していたが、スペースパイレーツの侵攻によって全滅している。東ブリオニアン遺跡ではパイレーツのブリオシードのシールド発生装置にエネルギーを供給するジェネレーターが建造されている。また、寒冷地帯の西ブリオニアン遺跡にテレポートする事が出来るポータル装置があり、そこにはブリオニアンと鳥人族（チョウゾ）の親交を示した巨大な彫像が遺されている。
ソーンジャングル
西にある地帯で、こちらにはブリオニアンの遺跡や記録も無く、スペースパイレーツに殺害されたレプティリカスの死体が所々に放置されている。現在はスペースパイレーツのジェネレーターとそれを防衛する施設が建造されている。
惑星エリシア (Elysia)
高密度の大気に覆われたテルリアン系のガス状惑星。惑星内では強力な電磁波の嵐が常に発生している為、地表で生存する事は基本的に不可能であり、大気圏内に施設が建造されている。
スカイタウン (Sky Town)
惑星エリシアの空中に浮かぶ巨大な研究施設。元々は約1500年前に鳥人族（チョウゾ）が作った人工都市で、鳥人族達の宇宙探査機から送られるデータの収集･解析を行っており、彼らが創り出した知能と増殖能力を持つロボット達エリシアンが管理している。
作中より数十年前、惑星エリシアと共に銀河連邦に発見され、現在はエリシアンと銀河連邦の間に結ばれた「エリシア条約」に基づき、銀河連邦からの補給を受けつつオーロラユニット217と共に活動して様々な情報を銀河連邦に提供している。
惑星ウルトラガス (Pirate Homeworld)
スペースパイレーツが新たな拠点としていたボルトリック系の惑星。ダークサムスに洗脳されたパイレーツによって自らフェイゾン源を打ち込まれ、さらにその汚染が故意に加速されており、惑星自体が純粋なフェイゾンに変化しようとしている。この影響から大気汚染も重度に進行しており、その結果あらゆる物質を腐食･溶解させるアシッドレイン（酸性雨）、が絶えず降り注いでいる。
「ウルトラガス」は日本版だけの名前で、北米版では単に"Pirate Homeworld"という名称になっている。
銀河連邦戦艦 ヴァルハラ (G.F.S.Valhalla)
オリンパスへの緊急招集のおよそ4ヶ月前にスペースパイレーツの襲撃を受け、行方不明となっていた銀河連邦の戦艦。前述の「オリンパス」と同型艦である。搭載していたオーロラユニット313が奪取された。
ストーリーの途中、ガフラー系銀河に原型を留めた状態での残骸となって発見される。
惑星フェイザ (Phaaze)
全フェイゾンの発生源となっていた惑星。本作でシードと呼ばれる、フェイゾン含有隕石の正体である巨大生物リバイアサンらフェイゾン生命体の故郷であり、同時に惑星フェイザ自体が巨大なフェイゾン生命体で、彼らを生み出した存在である。
遥か彼方の宇宙に存在し、フェイゾン生命体のみが発生可能な特殊ワームホールを用いないと辿り着く事が出来ない。遥か昔にエリシアンも謎の「生きた星」として偶然捉えていた事がある。

## ボス
バーサーカーロード
オリンパス攻撃に投入されたスペースパイレーツの生体兵器で、フェイゾンの投与によって変異を重ねて誕生した大型の強化兵士。第1作目『プライム』に登場した同様の大型強化兵士･エリートパイレーツの発展形だと思われる。背中のソケットらしきものに、フェイゾンタンクが挿入されている。
両肩のコアからエネルギー供給を受け、腕を地面に叩きつけて発生させる衝撃波と口から吐き出すフェイゾン液で攻撃してくる。コアを破壊されると回復までの間、口から誘導エネルギー弾を吐き出して攻撃する。頭部の弱点を特殊なアーマーで覆っているが、エネルギー弾をビームで射撃して打ち返すことで破壊する事が可能。
後にエリシアにも投入され戦闘となるが、強さはオリンパスのものと同じである。
別タイプにバーサーカーパイレーツと呼ばれる種類が存在するが、こちらは通常の敵扱いで、背中にもフェイゾンタンクが挿さっておらず、バーサーカーロードが弱体化したような性能である。ノリオン基地攻略にも投入されるが、この個体はゴアが肉弾戦で撃破している。
メタリドリー
遺伝子工学とサイボーグ化によって再生されたリドリー。『プライム』に登場した惑星ターロンIVのものとは別に再生された個体で、機械然としたターロンIVで戦った個体と違い有機的・生物的な部位が多い。他のパイレーツ隊員と同様にダークサムスの配下となっている。これまでのシリーズのリドリーは、頭部に二本の角があったが、今作のリドリーは一本角である。
ノリオン基地攻撃に参戦し、途中何度となくサムスに攻撃を仕掛けてきて、最終的にはジェネレータータワーから地下深くへと落下しながらの戦闘となる。このため、制限時間付きで、画面下の高度表示が0になると強制的にゲームオーバーとなる。武装もターロンIVの個体から更新されていて、遠距離では口腔部に装備されたマルチプラズマキャノンからの火炎弾連射やビーム状の火炎放射で攻撃し、同高度で落下しながらの接近戦では至近距離からの火炎放射や四肢に装備された強化クローに高熱を纏わせての打撃で攻撃する。ターロンIVの個体で弱点となっていた胸のコアは無くなっているが、口内部の強度が若干低くなっている。
最終的には大ダメージを受け怯んだところに、サムスから頭部に飛び乗りながらの至近距離攻撃を口内に受けて制御を失い、サムスは援護に向かっていたランダスに助けられてリドリーはそのまま落下、消息を絶つが実は生き延びており、後述のオメガリドリーへと再生された。
コラック&ライダーパイレーツ
スペースパイレーツの騎兵部隊に所属する戦闘員。騎獣とするコラックは惑星ブリオ固有の大型甲殻獣で、パイレーツとコラック双方共に戦闘能力を持つ。
コラックは突進攻撃のほか、舌を伸ばしてサムスを捕獲、前足とアゴで締め上げながら腹部内の特殊器官で生体エネルギーを吸収してくる。跨ったライダーパイレーツはエネルギー刃を自在に伸縮可能なプラズマランスで攻撃してくる。パイレーツの方は特に防具を装備していないが、コラックはその強固な殻の為、外部からの攻撃を受け付けない。だが普段はしまわれている尻尾を引っ張ると苦痛の為に腹部甲殻を開いてしまい、剥き出しとなるエネルギー吸収器官には甲殻がないのでサムスの武器でダメージを与えられる。
ランダス
ノリオン基地で受けたダークサムスによるフェイゾン汚染によって洗脳され、パイレーツの司令官となってしまったランダス。汚染によって身体能力や氷を生成する能力が飛躍的に増強されている。
強化された氷生成能力によって、氷を超高圧縮して作り出したアイスアーマーを纏っており、攻撃を加えて気絶したときにアーマーを引き剥がさない限り、ランダス本体にダメージを与える事が出来ない。氷生成の強化は攻撃面でも発揮されており、汚染前から得意としていた空中移動しながらの氷の弾丸や冷凍弾の発射のほか、巨大な氷の柱を作り出したり巨大氷塊を特殊ビームで振り回しハンマー投げの如く投げつける、ミサイルを凍結させ防御するといった芸当も可能となった。
追い詰められるとハイパーモードを発動させ、一時的に攻撃力と防御力を強化させるようになる。
モゲナー
惑星ブリオのシード守護者。ブリオニアンが科学と魔術を融合し作り上げたゴーレムの最大級のもので、フェイゾンが動力と制御装置になって起動した。
特殊な軌道のエネルギー弾や地面への衝撃波、落盤などで攻撃してきて、4基あるフェイゾンコアを内蔵したオーブを全て破壊しない限り活動を停止しない。また、オーブの外殻を破壊されコアが剥き出しになると、念力で新たなオーブを引き寄せコア部の補強を行う。
尚、モゲナーに限らずフェイゾンシードのボスは、弱点のコアに対してはハイパーモードの攻撃しか通じないようになっている。
スチームロード
スカイタウンの作業用･戦闘用アンドロイドを指揮する上位アンドロイド。
人型の戦闘用アンドロイド･スチームボットの部隊を統括し攻撃をさせる。このスチームボットは単純な構造をしており容易に修理を行う事が可能で、戦闘中破損するとスチームロード自身が機体下部の装置から電磁操作を行い修復、戦闘に復帰させる。電磁装置は攻撃に転用する事も可能で、隙を見てはスチームロード自身も電撃を照射し攻撃してくる。スチームロード自身の耐久力はそれほど優れているわけではないが、装備された飛行デバイスで自在に浮遊移動し、身体を透明にするステルスフィールドを常時展開する事が可能な為、高い回避能力を持つ。
ディフェンスドローン
スカイタウンの要所を警備する戦闘用ドローン。
頭部の可動式マルチランチャーからミサイルやバウンドする爆弾、チャージしてからの誘導式熱エネルギー弾を発射する。弱点のコアユニットは機体に内蔵されていて、装甲は非常に強固な為に外部からの攻撃を通さないが、コアと直結した頭部の3本のアンテナは装甲処理がなく、一定ダメージを受けると一時的に機能が停止して開閉用フックが剥き出しとなる。一定ダメージを受けると戦闘フィールドに蒸気のようなものを充満させ、こちらの視界を遮ってくる。
ゴア
ランダスと同様、フェイゾンによる汚染が進行してダークサムスの手先となってしまったゴア。汚染によってバトルアーマーを含めた兵器の出力などが強化された。
汚染により得た大出力のプラズマビームやミサイル、速射ビーム砲といった重火器に加え、突進やアームの振り回しといった強力な肉弾戦も行う。バトルアーマーと合体したゴア本体が弱点だが、背部に強力なバリアシールド発生装置を装備しており、バリア発生が不能になり本体がダメージを受けると、今度はゴア本体を完全に装甲で包み込んで下部のセンサーユニットで敵を把握するようになり、これらの装備を破壊しない限りゴアに攻撃が届かない。
追い詰められると不定期ではあるが、ハイパーモードを発動させ、一時的に攻撃力と防御力を強化させるようになる（ちなみに、最初はスターシップから漏れたブリオジェルが地面に存在し、アイスミサイルで一時的に凍結する事が出来るが、突進攻撃を行ったゴアがこの上を通るとスリップする。センサーを使うようになると、ブリオジェルは蒸発して消滅する）。
ヘリオス
惑星エリシアのシード守護者。スカイタウンの戦闘用エリシアンの1体だったが、フェイゾンに汚染され洗脳されてしまった。
ヘリオス自体は小型ロボットでしかないが、スワームボットという小型飛行ドローンの群を制御・統括することが可能で、スワームボットにフォーメーションを組ませる事で、集合しエネルギーを放出させる事で砲台にしたりヘリオス本体が纏って攻防一体のバリアにするといった多種多彩な攻撃を仕掛ける事が可能。スワームボットは強力なバリアに包まれているので破壊不能だが、このバリアや攻撃用エネルギーは全スワームボットやヘリオス本体と連結した1つのエネルギー体となっており、受けた衝撃などはヘリオス本体へと伝達してしまう。
その為、フォーメーションを崩されるとヘリオス本体が一時的に機能を停止、弱点のフェイゾンコアが剥き出しになるが、機能が回復すると本体がチェーンソーアームを展開し、攻撃を受けるとバイザーに機能障害が生じる。
ガンドレイダ
ランダスとゴア同様、洗脳されダークサムスの手先と化したガンドレイダ。汚染によって身体能力と変身能力が共に強化され、スワームボットのような群体型の対象や、バーサーカーパイレーツのような巨大な対象に変身することも可能となった。
今まで戦った雑魚敵やボスに変身し攻撃を仕掛けてきて、バリアスーツ装備のサムスに変身するという技も見せるが、変身すると変身対象の弱点などもコピーしてしまう。通常形態では新体操のような動きで高速かつ変則的に移動し、電撃弾の乱射やサムスにしがみ付いて直接電流を流す攻撃などを行う。
追い詰められるとハイパーモードを使用し始めるほか、非使用時は変身能力の応用で細胞を変質させ、自身の姿を透明にするようになる。
メトロイドハッチャー
パイレーツがフェイゾン投与で造りだした突然変異メトロイド･フェイゾンメトロイドが更に変異を重ねて誕生した異形の強化メトロイド。浮遊能力はそのままにフェイゾンによる強固な装甲材･フェイザイト質の甲殻と触手を獲得し戦闘能力が飛躍的に上昇している。
強靭かつ長大な触手を振り回したり締め上げたりして攻撃してくるうえ、フェイザイトの硬い皮膚に覆われているため体外からの攻撃を一切受け付けない。全ての触手を攻撃して引き込ませた状態で口にダメージを与えた後で、触手を引きちぎることでのみダメージを与えることができる。
尚、ある方法でフェイザイト装甲を貫通し体内のコアを直接攻撃すると一撃で倒すことが出来る。
パイレーツコマンダー
スペースパイレーツのコマンドパイレーツ部隊の隊長。ワープデバイスによる移動を行いながらの指揮が本来の任務だが、戦闘能力も部隊最高を誇る。
通常のコマンドパイレーツと同様、武器として高出力のビームガンとエネルギーブレード、短距離移動が行えるワープデバイスと姿を透明にする光学ステルスデバイスを装備しており、いかなる場合も高い戦闘能力を発揮。更に非常に希少かつ通常フェイザイト以上に強固な赤色フェイザイト製のアーマーを装備しており、耐久力は段違いの高さを誇る。
オメガリドリー
惑星ウルトラガスのシード守護者。ノリオン基地でサムスに倒されたメタリドリーがフェイゾンシードによって強化再生された姿。汚染と共に全身の皮膚が装甲化され、禍々しい風貌となった。
汚染の為か獰猛で荒々しい動作が多く、噛み付きやフェイゾンエネルギーの爪、尾での薙ぎ払いや突進などの地上での肉弾戦をメインに戦う。ほかにも口からの火炎弾連射や、口からの熱線と尾からのフェイゾンビームを照射しつつの回転といった遠距離戦、ジャンプし地面に衝撃波を放ったりといった多彩な攻撃を持つ。追い詰められると上空を飛行しながら大量の爆弾を投下してくる。
胸に弱点のフェイゾンコアが形成されているが、装甲で防御しており撤去する必要がある。また、前回の戦いと同様に口腔部の強度は低くなっており、攻撃を続けると怯ませる事が出来る。
ダークサムス
惑星フェイザにて決戦となる事件の黒幕。
武装はかつての戦いから更に強化され、散弾状やビーム状のフェイゾンビーム、周囲広範囲への衝撃波などに加え、滑るような独特の動きからの突進や巨大なフェイゾンの結晶体の柱を生成してこちらを遮る事、更には取り込んだランダス・ゴア・ガンドレイダの技を模した攻撃も行う。また、ダメージを受けると惑星フェイザから直接フェイゾンを補給して体力の回復を図る。追い詰められると分身を行い（目視判別は極めて困難だが、よく見ると分身体は『プライム2』で登場したダークサムスの姿をしている）、こちらの攻撃を逸らすダミーとしてだけではなく、この分身『ダークエコーズ』は本体と同様の攻撃能力を持ち、本体と連携しながらの突進やビームを行ってくる。
オーロラユニット313
ダークサムスとパイレーツの手によってヴァルハラより奪取されたオーロラユニット。ダークサムスはオーロラユニットの持つ精神感応通信に目をつけ、それによって惑星フェイザを自身で制御し自由にフェイゾンシードを送り込む能力を得る為に奪取した。
追い詰められたダークサムスが分子レベルで融合し、最強の防衛兵器となった。全身を装甲に覆われており、ビーム砲などを使用してくるが、これらが元から装備されていたものの転用なのか、奪取後装備されたのかは不明である。
レーザービーム、触手からの光弾、ダークエコーズの召喚などの攻撃を行う。ある程度ダメージを与えると、コアと直結していたケーブルが破壊され、浮遊移動を行う最終形態に突入する。

## その他
- みんなのニンテンドーチャンネルでは、シリーズのアシスタントプロデューサーである田端里沙が実演プレイを交えた解説を行う映像が公開されていた。また、同チャンネルのコーナー『体験!芸ーム人』では千原せいじがプレイし、鉄拳なども一緒に登場していた。
- 開発元のレトロスタジオは当初、Wiiのスペックに対し不安を抱いていたが、『プライム2 ダークエコーズ』をヌンチャクに対応させたものを試験的に製作し、直感的なコントローラー操作の魅力を説得したと言う。また、実はヌンチャクは、まだWiiリモコンが試験段階にあった中で第3開発部寺崎啓祐が本作の試作品を見て提案したもので、本作の開発あってで生まれた機器であるらしい[3]。